# Эванс, Билл (саксофонист)
Билл Эванс (англ. Bill Evans, 9 февраля 1958, Кларендон-Хилс, Иллинойс, США) — американский саксофонист. Основные направления — джаз-рок, современный джаз, экспериментировал с рэгги, фанком, блюграссом и хип-хопом. Первоначальную известность получил как участник ансамбля Майлза Дэвиса и группы Mahavishnu Orchestra. Был неоднократно номинирован на премию «Грэмми». В настоящее время выступает и записывает альбомы в качестве сольного артиста, сотрудничает со многими звёздами мировой музыки.

## Ранние годы
Первым инструментом, который начал осваивать Билл Эванс, было фортепиано. Затем, будучи ещё школьником, он переключился на саксофон. После года обучения в Северотехасском университете Эванс в 1978 году поступил в колледж Уильяма Паттерсона в Нью-Джерси, а также начал брать уроки у знаменитого саксофониста и педагога Дэйва Либмана, бывшего коллеги Майлза Дэвиса. В 1980 году, прислушавшись к рекомендациям Либмана, Дэвис принял 22-летнего музыканта в свою возрождённую группу, где ему отводилась ключевая роль. Билл стал правой рукой Майлза и солистом в его альбомах «The Man With The Horn» (1981), «We Want Miles» (1982, премия «Грэмми»), «Star People» (1983) и «Decoy» (1984). Покинув ансамбль Майлза Дэвиса в 1984 году, Эванс присоединился к Джону Маклафлину в его восстановленном Mahavishnu Orchestra. Саксофон Билла звучит в альбомах «Mahavishnu» (1985) и «Adventures in Radioland» (1987). Кроме того, музыкант гастролировал и записывался с группой Elements (в состав входили: клавишник Клифф Картер, басист Марк Эган и барабанщик Дэнни Готтлиб) и «all-stars» проектом Petite Blonde (басист Виктор Бейли, барабанщик Деннис Чамберс, гитарист Чак Лоеб и Эванс на тенор- и сопрано-саксофонах), а также с бывшим гитаристом The Police Энди Саммерсом.

## Сольная карьера
Дебют Билла Эванса в качестве сольного музыканта состоялся в 1984 году, когда вышла пластинка «Living in the Crest of a Wave». В следующем году состоялся релиз его второго альбома, «Alternative Man». В начале 90-х Эванс был одним из первых, кто совместил хип-хоп и джаз. Эти эксперименты можно услышать на лонг-плеях «Push» (1993), «Live in Europe» (1994) и «Escape» (1995). Диск 2001 года «Soul Insider», в записи которого принял участие известный соул-джазовый музыкант Лес МакКэнн, был номинирован на «Грэмми». В 2003-м Билл закрепил успех в альбоме «Big Fun», ориентированном на «грувное» звучание и записанном вместе с легендой кантри Вилли Нельсоном.
Наконец, диск 2005 года «Soulgrass» вновь удостоился номинации на «Грэмми». В записи альбома принял участие знаменитый банджоист Бела Флэк и его коллеги по группе The Flecktones, гитарист Джон Скофилд и другие. Музыкальный материал представляет собой гибрид джаза и блюграсса — нечто близкое к стилю «американа», который иногда называют «альтернативным кантри». Помимо банджо и набора «стандартных» джазовых инструментов, в альбоме звучат мандолина, добро, скрипка и губная гармоника. Эванс, давно увлекавшийся творчеством Белы Флэк, Билла Монро и других, называет себя поклонником американы и утверждает, что идея совместить блюграсс с джазом пришла ему в голову ещё во время сотрудничества с Майлзом Дэвисом.

## Настоящее время
Билл Эванс активно гастролирует по США и Европе — как с собственным коллективом, так и с группой Soulbop Band, которую он собрал на пару с трубачом Рэнди Бреккером. В 2008 году состоялся релиз нового альбома «The Other Side of Something», где музыкант не только сыграл на всех видах саксофона, но и продемонстрировал свои вокальные данные.
В октябре 2009 года Билл Эванс посетил Россию и принял участие в международном фестивале «Jazz in Jeans», проходившем в Новосибирске, в ноябре 2011, вместе с Виктором Бэйли (бас-гитара), Майклом Стином (соло-гитара), Алексом Нахимовски (клавиши) и Джошем Дайоном (ударные) выступал с концертами в Иркутске и Ангарске в рамках VI международного джазового фестиваля «Джаз на Байкале». 31 октября 2013 года в этом же составе музыканты выступили на фестивале джазовой музыки «Джазовая провинция» в Липецке, 1 ноября — в Орле, 2 ноября — в Брянске, 4 ноября в Белгороде, 7го ноября в Старом Осколе, 8-го ноября в Курске,11 ноября — во Владимире, 13 ноября — во Пскове .

В 2015 году Билл Эванс снова посетил Россию, сыграв в Нижнем Новгороде, Чебоксарах, Рязани, Уфе, Улан-Удэ, Иркутске и Москве. В этом туре в состав группы Билла вошёл гитарист Мурали Корьел — сын Лари Корьела. 
- Я познакомился с Мурали, когда он был еще маленьким мальчиком. Я был знаком с его папой Лари. И Лари постоянно мне говорил: «У меня два сына, которые прекрасно играют на гитаре». И где-то в глубине у меня это отложилось, и я думал, что когда-нибудь мы вместе сыграем. А потом я подумал: «Если я сыграю с ним, когда он еще совсем молодой, то он мне недорого будет стоить!» (смеется). И все равно я опоздал! Архивная копия от 2 апреля 2015 на Wayback Machine

## Дискография

### В качестве лидера
- Living In The Crest Of A Wave (Electra/Musician, 1984)
- The Alternative Man (Blue Note, 1986)
- Summertime (Jazz City, 1989)
- Let The Juice Loose; Live at the Tokyo Blue Note Vol 1 (Jazz City, 1990)
- The Gambler; Live at the Tokyo Blue Note Vol 2 (Jazz City, 1991)
- Petite Blond (Lipstick Records, 1992)
- Push (Lipstick Records, 1994)
- Live in Europe (Lipstick Records, 1995)
- Escape (ESC Records, 1996)
- Starfish & The Moon (ESC Records, 1997)
- Touch (ESC Records, 1998)
- Soul Insider (ESC Records, 2000)
- Big Fun (ESC Records, 2003)
- Soulgrass (BHM, 2005)
- The Other Side of Something (Intuition, 2008)
- Vans Joint with Dave Weckl, Mark Egan, WDR Big Band Cologne (BHM, 2008)
- Rise Above (Vansman, 2016)

### В качестве участника
- The Man With The Horn w/ Miles Davis (1981)
- We Want Miles w/ Miles Davis (1982)
- Star People w/ Miles Davis (1983)
- Decoy w/ Miles Davis (1984)
- Mahavishnu w/ John Mclaughlin & Mahavishnu Orchestra (1984)
- Adventures In Radioland w/ John Mclaughlin & Mahavishnu Orchestra (1986)
- Forward Motion w/ Elements (1987)
- Elements w/ Elements (1988)
- Spirit River w/ Elements (1989)
- Primitive Cool w/ Mick Jagger (1990)
- Bad Habits Die Hard w/ Gurtu, Trilok (1995)
- Alive In L.A. w/ Ли Райтнаур (1997)
- This Is Love w/ Ли Райтнаур (1998)
- West Side Story w/ Dave Grusin (1998)
- Soul Bop Band w/ Randy Brecker & Soulbop Band (2005)
- Steppin' Out w/ Elements (2016)